# Moulay Ali Cherif
Moulay Ali Cherif (arabiska: مولاي علي الشريف), också kallad Rissani, är en stad i Marocko. Den ligger i provinsen Errachidia och regionen Drâa-Tafilalet, 400 km sydost om huvudstaden Rabat. Antalet invånare var 22 209 vid folkräkningen 2014.